# ريتشارد كورليس
ريتشارد كورليس (بالإنجليزية: Richard Corliss)‏ هو صحفي وناقد سينمائي أمريكي، ولد في 6 مارس 1944 في فيلادلفيا في الولايات المتحدة، وتوفي في 23 أبريل 2015 في نيويورك في الولايات المتحدة بسبب سكتة.

## وصلات خارجية
- ريتشارد كورليس على موقع IMDb (الإنجليزية)
- ريتشارد كورليس على موقع ميتاكريتيك (الإنجليزية)
- ريتشارد كورليس على موقع روتن توميتوز (الإنجليزية)
- ريتشارد كورليس على موقع روتن توميتوز (الإنجليزية)
- ريتشارد كورليس على موقع أول موفي (الإنجليزية)
- ريتشارد كورليس على موقع كينوبويسك (الروسية)